# Matylda Chorzelska
Matylda Chorzelska (ur. 23 marca 1892 w Częstochowie, zm. w październiku 1943 w Wilnie) – polska działaczka niepodległościowa, żołnierz Ochotniczej Legii Kobiet w czasie wojny polsko-bolszewickiej, farmaceutka, wykładowca Uniwersytetu Stefana Batorego w Wilnie, w latach 1938–1939 zastępca senatora z województwa wileńskiego. 

## Życiorys
Była córką Ludwika i Teodozji z Borzęckich. Po maturze była pomocnikiem w aptece Franciszka Nowaka w Częstochowie. W latach przedwojennych, a także w czasie wojny uczestniczyła w działalności organizacji niepodległościowych, m.in. podczas pobytu w Kijowie. W Częstochowie działała w organizacjach kobiecych na rzecz pomocy legionistom. Należała do Polskiej Organizacji Wojskowej, a w czasie wojny polsko-bolszewickiej jako plutonowa służyła w Ochotniczej Legii Kobiet. 
Studia rozpoczęła w latach wojennych na Cesarskim Uniwersytecie Warszawskim, a po wojnie kontynuowała je w Wilnie. W 1923 uzyskała dyplom magistra farmacji, znajdując się w gronie pierwszych absolwentów tego kierunku na wileńskim uniwersytecie. 30 lipca 1924 uzyskała stopień doktora na Wydziale Farmaceutycznym Uniwersytetu w Nancy na podstawie rozprawy Nouvelles methodes de dosage du potassium et le de l’acide tertiriqua. Była pierwszą kobietą na Wydziale Lekarskim USB, która uzyskała stopień naukowy doktora. Od 15 września 1923 r. do 31 sierpnia 1937 r. pracowała jako starszy asystent w Zakładzie Chemii Farmakologicznej, następnie ze względu na zły stan zdrowia przeszła na emeryturę. Ogłosiła kilkanaście prac naukowych, była m.in. współautorką podręcznika Analiza i preparatyka farmaceutyczna (Warszawa 1934, z Adamem Filemonowiczem). Za pracę Własności chłonne niektórych gatunków ziemi względem gazów trujących otrzymała w marcu 1935 nagrodę Senatu Uniwersytetu Stefana Batorego z Funduszu im. Józefa Piłsudskiego. 
W okresie międzywojennym angażowała się również w działalność społeczną, w 1929 została wybrana na stanowisko wiceprezesa Związku Legionistek Polskich. W listopadzie 1938 roku wybrano ją zastępcą senatora z województwa wileńskiego (w czasie krótkiej, przerwanej wybuchem wojny kadencji Senatu w parlamencie nie zasiadła). 
Zmarła w Wilnie w październiku 1943 roku z przyczyn naturalnych.

## Ordery i odznaczenia
- Złoty Krzyż Zasługi (10 marca 1939)[5]
- Medal Niepodległości 9 listopada 1931)[6]
- Srebrny Krzyż Zasługi (11 listopada 1936)[7]